# Catherine Jacquot
Pour les articles homonymes, voir Jacquot.
Catherine Jacquot, née en 1955, est une architecte française qui a présidé le Conseil national de l'Ordre des architectes de 2013 à 2017.

## Biographie
Née en 1955, elle est diplômée de l'école d'architecture de Paris-Belleville en 1980. Elle détient également un diplôme d'études approfondies de l'Institut d'urbanisme de Paris obtenu en 1981,.
En 1985, elle participe à la création de la SARL d'architecture Cenci et Jacquot, installée à Ivry-sur-Seine, dans le Val-de-Marne, une création d'entreprise rendue possible par un succès à un concours d'urbanisme à Bonneuil-sur-Marne, pour l'aménagement d'un nouveau quartier.
Elle soutient l'association Mouvement des Architectes, créée en 1996, dont l'objectif est de « réfléchir à la modernisation de la représentation professionnelle des architectes ».
En novembre 2013, elle est élue présidente du Conseil national de l'Ordre des architectes. C'est la première femme élue à la présidence de ce conseil,,. Dans le cadre de ce mandat, elle s'efforce de valoriser les apports de sa profession, dénonçant des lotissements autour de villes et de villages conçus sans architecte, et quelquefois sans se préoccuper d'une qualité architecturale, paysagère et environnementale, se réjouissant du projet de loi relatif à la liberté de la création, à l'architecture et au patrimoine en 2016, défendant le potentiel d'exportation de l'architecture française, et l'intérêt d'une implication du ministère français des affaires étrangères : « L'institution dispose du plus grand réseau diplomatique du monde. On devrait pouvoir s'appuyer sur elle, à travers Business France, par exemple, pour exposer les qualités d'exportation de l'architecture française ». Elle se montre aussi préoccupée de la situation économique des architectes, avec un revenu moyen en chute de 20 % sur huit ans, de plus en plus dépendants des collectivités, et réagit notamment sur un concours de la municipalité parisienne, Réinventer Paris, mettant à contribution des architectes pour émettre des propositions, avec une charge de travail conséquente, sans qu'ils soient rémunérés du temps passé,.
Elle cède la présidence à l'ancien vice-président Denis Dessus lors de l'élection de novembre 2017.
Le 26 avril 2024, Catherine Jacquot est élue présidente de l'Académie d'architecture.

## Décoration
- Officier de l'ordre national du Mérite (nomination le 15 mai 2025)[13].

## Principales publications
- 2012 : Vivre ensemble, supplément de Architecture à vivre
- 2011 : catalogue de l'exposition « Vu de l'intérieur », 2011
- 2009 : Les carnets pratiques de l'Institut d'aménagement et d'urbanisme
- 2008 : Apprivoisez la densité, pour le conseil régional de l'Ordre des architectes d'Ile-de-France
- 2007 : participation à l'ouvrage collectif La création : définition et défis contemporains, éditions L'Harmattan